# Upplands runinskrifter 566
Upplands runinskrifter 566 är en vikingatida runristning på en berghäll i Vällingsö, Malsta socken och Norrtälje kommun. Ristningsytan är 1,75 gånger 1,55 meter stor. Runornas höjd är mellan 8 och 10,5 centimeter. Det är samma familj som nämns på denna ristning som på U 565. Öpir har signerat båda dessa ristningar.
Genom dessa båda ristningar kan man dra följande slutsatser om denna släkt:
Sven var far till Manne och hans bröder. Manne var gift med Åfrid och de hade sönerna Johan och Olev. Mannes tre bröder hette Hulte, Torkel och Själve.

## Inskriften
Translitterering av runraden:
m(a)(n)(i) · lit · kera · merki · at · bryþr · sina · hulta · uk · at · þorkil · uk · at · sialfa · suniʀ · suin(s) in u(b)i · ris(t)(i) runa
Normalisering till runsvenska:
Manni/Mani let gærva mærki at brøðr sina Hulta ok at Þorkel ok at Sialfa, syniʀ Svæins. En Øpiʀ risti runaʀ.
Översättning till nusvenska:
Manne (Måne) lät göra minnesmärket åt sina bröder Hulte och åt Torkel och åt Själve, Svens söner. Och Öpir ristade runorna.